# Pudrovka
Pudrovka (Pityrogramma) je rod kapradin z čeledi křídelnicovité. Jsou to středně velké kapradiny s jednoduše nebo vícenásobně zpeřenými listy s nápadně bílou či žlutou spodní stranou. Rod zahrnuje asi 15 druhů a je rozšířen v tropické Americe a Africe. Druh Pityrogramma calomelanos zdomácněl i v jiných oblastech tropů.

## Popis
Zástupci rodu pudrovka jsou malé až poměrně velké kapradiny, rostoucí na zemi nebo na skalách. Oddenek je krátký, přímý nebo vystoupavý, nevětvený, pokrytý hnědými, kopinatými, celokrajnými plevinami. Cévní svazky jsou typu diktyostélé. Listy jsou stejnotvaré a dorůstají délky 25 až 150 cm. Řapík je červenohnědý až černý, na horní straně žlábkatý, s výjimkou báze většinou lysý, se 2 (až 3) cévními svazky. Čepel listů je úzce kopinatá, vejčitá nebo podlouhle trojúhelníkovitá, jednoduše nebo až 4x zpeřená, bylinná až kožovitá, na líci matná a lysá, na rubu obvykle bíle nebo žlutě pomoučená, někdy chlupatá. Koncové úkrojky listů jsou stopkaté nebo přisedlé, úzce trojúhelníkovité až čárkovité, celistvé nebo laločnaté, na bázi úzce klínovité. Žilky v koncových úkrojcích jsou volné, málo zřetelné, zpeřeně větvené. Výtrusnice jsou roztroušené podél žilek, nejsou uspořádané ve výtrusných kupkách a nejsou kryté ohrnutým okrajem listu (nepravou ostěrou). Jsou promísena žlázkami produkujícími moučnatý povlak a obsahují 32 nebo 64 spor. Spory jsou zaobleně čtyřstěnné. Prokel je lysý.

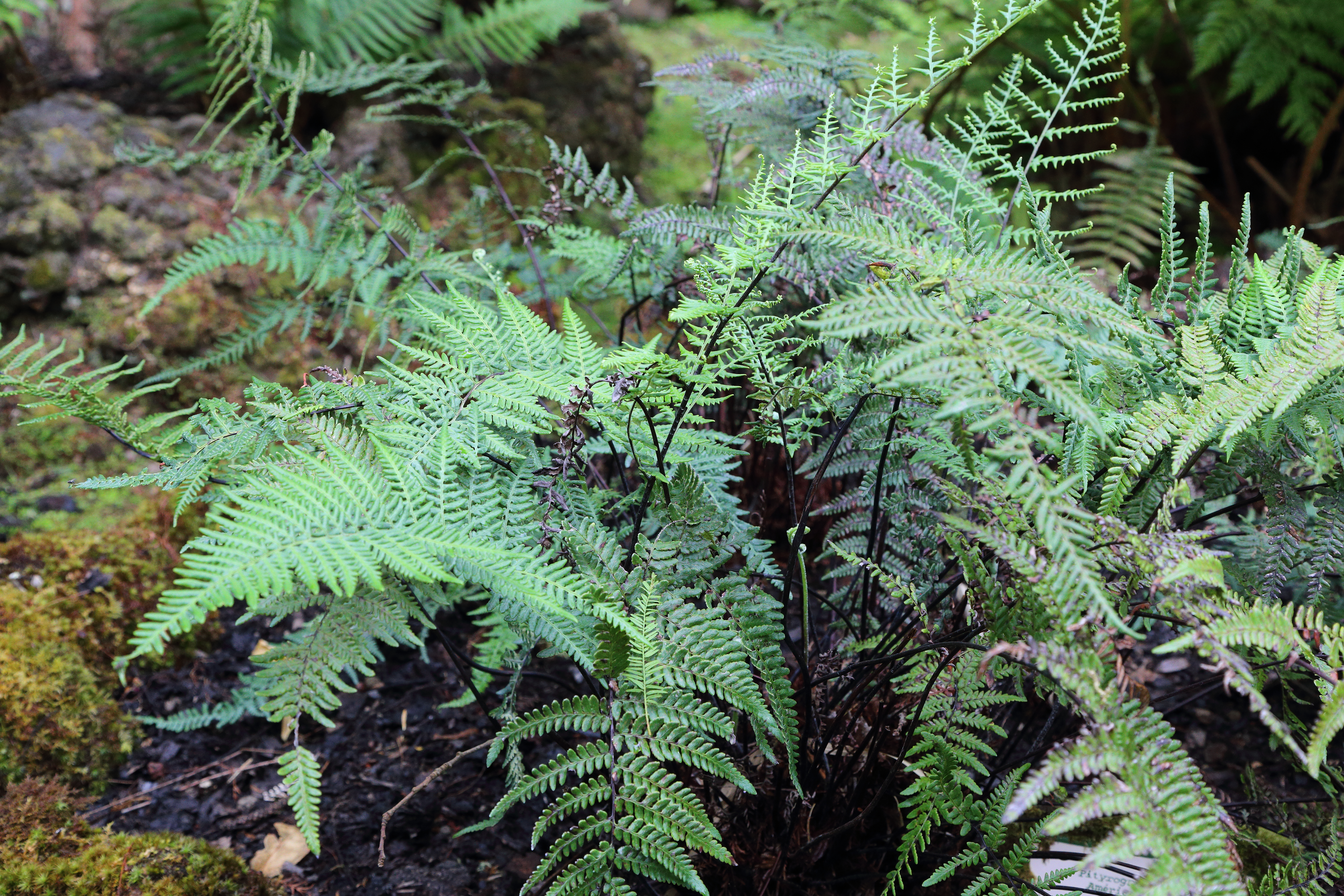
Pityrogramma ebenea
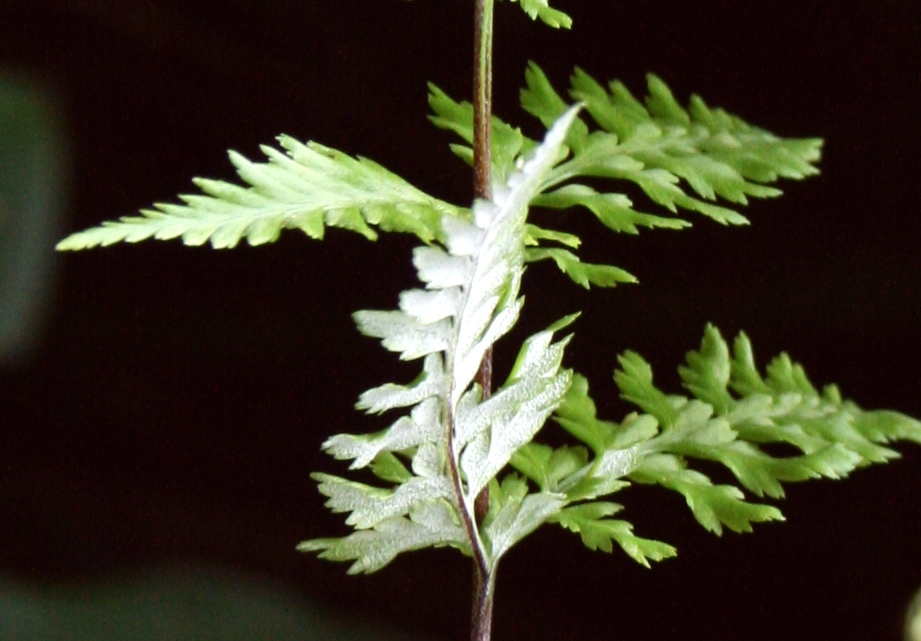
Křídově bílý rub listu Pityrogramma calomelanos
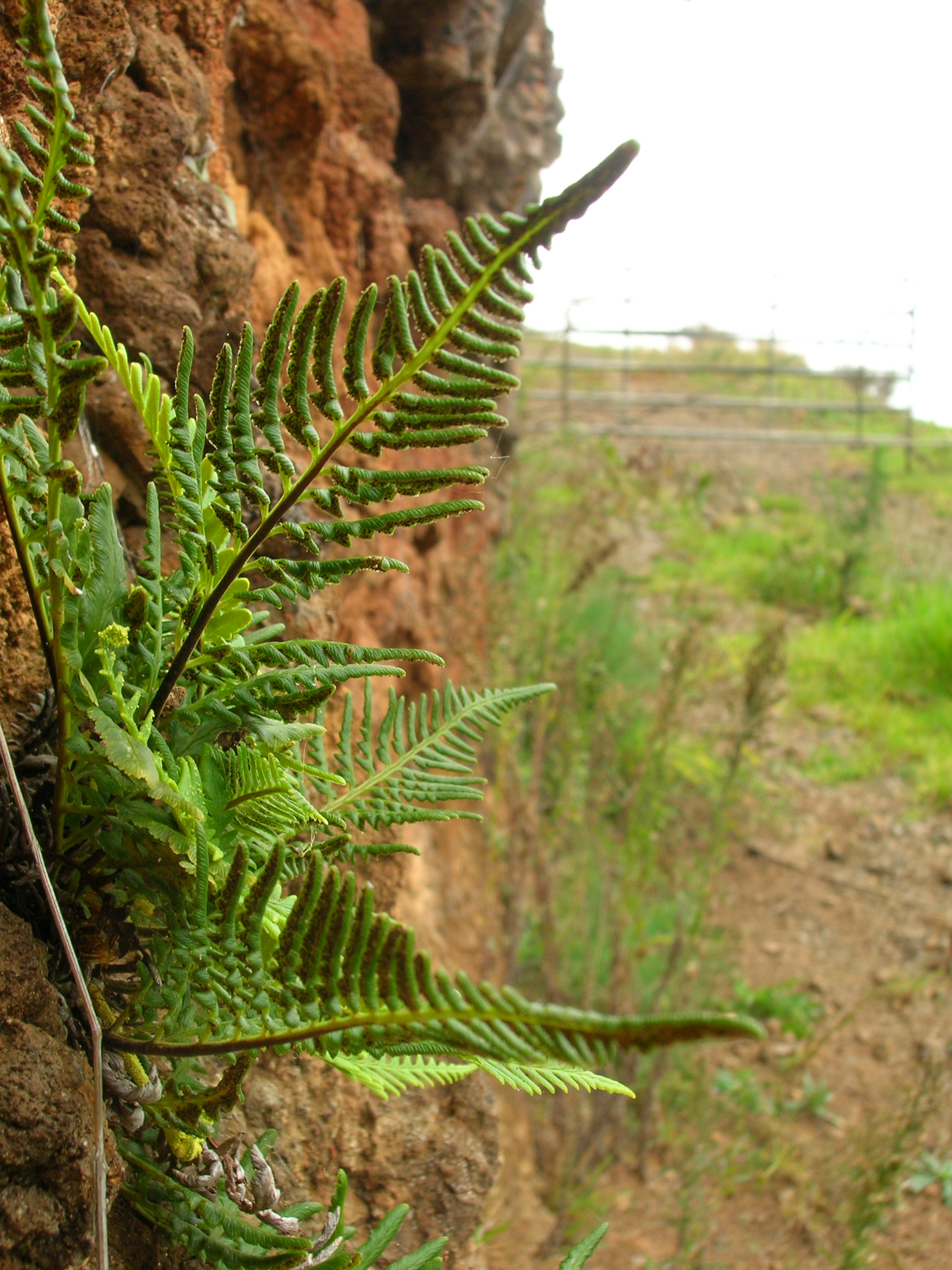
Pityrogramma austroamericana rostoucí na skále
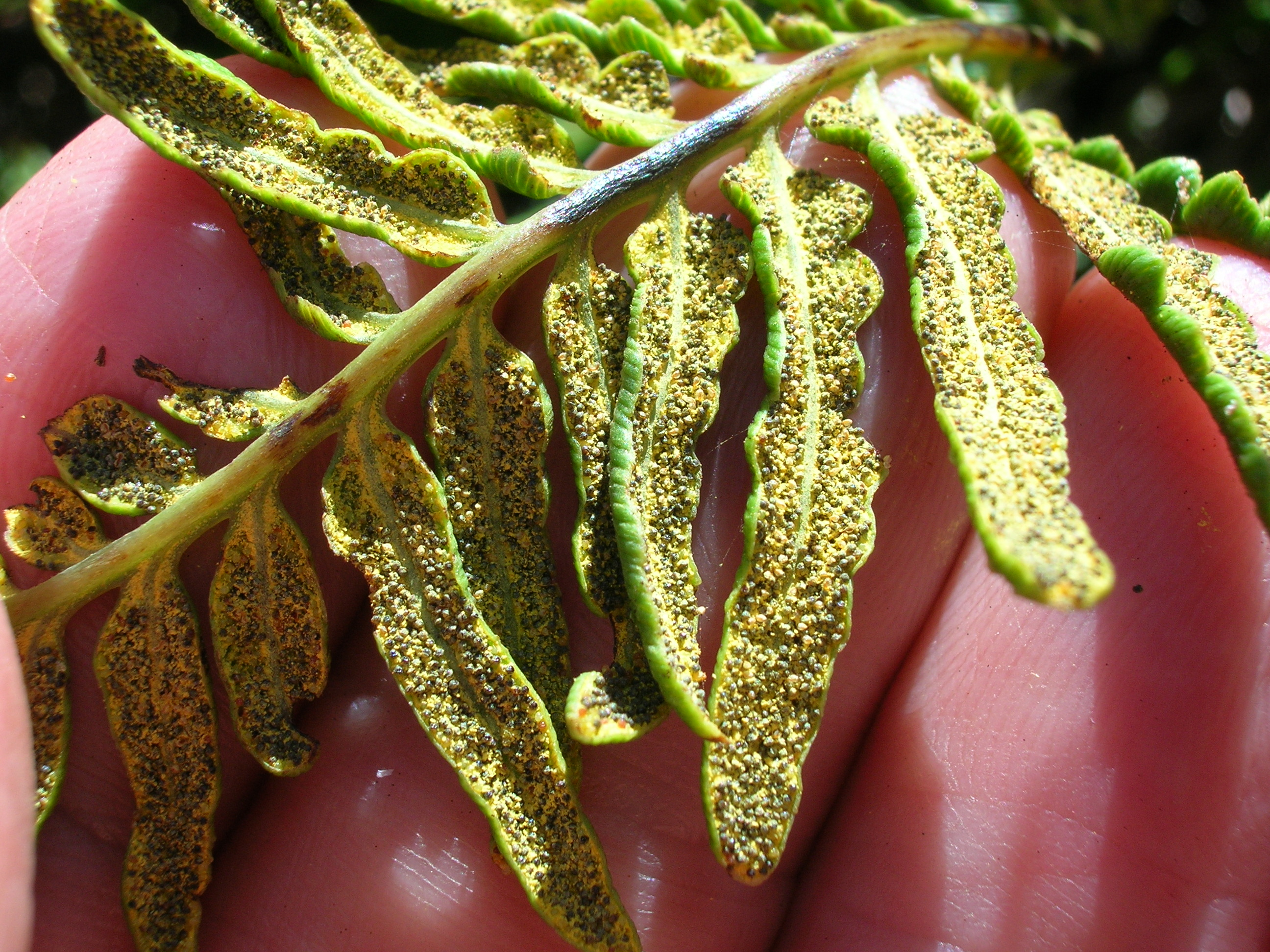
Detail výtrusnic na rubu listu Pityrogramma austroamericana

## Rozšíření
Rod zahrnuje asi 15 druhů. Je rozšířen v tropické Americe a Africe. Druh Pityrogramma calomelanos zdomácněl v tropech a subtropech téměř celého světa a je to jedna z nejrozšířenějších kapradin. V Evropě se žádný druh nevyskytuje, druh Pityrogramma calomelanos zdomácněl na Azorských ostrovech. V USA se vyskytuje jako původní jediný druh, P. trifoliata na Floridě. Zde roste zdomácněle také P. calomelanos.

## Taxonomie
Rod Pityrogramma je řazen v rámci čeledi Pteridaceae do podčeledi Pteridoideae.
V roce 1990 byly 2 severoamerické druhy, P. pallida a P. triangularis, odděleny do samostatného rodu Pentagramma, který je řazen do jiné podčeledi (Cheilanthoideae) a není rodu Pityrogramma blízce příbuzný. Mezi nejblíže příbuzné rody náleží Eriosorus, Jamesonia a Pterozonium, s nimiž tvoří rod Pityrogramma monofyletickou skupinu.

## Význam
Některé druhy pudrovek jsou pěstovány ve sklenících českých botanických zahrad.